# Bulbophyllum scopula
Bulbophyllum scopula là một loài phong lan thuộc chi Bulbophyllum.